# كارين (ناروتو)
كارين في مسلسل ناروتو
| كارين               | Karin |
| ------------------- | --- |
| الاسم بالعربي       | كارين |
| الاسم بالأنجليزي    | karin |
| أول ظهور في المانجا | 347 |
| أول ظهور في الأنمي  | ناروتو شيبودن (115) |
| القرية              | قرية الصوت |
| تاريخ الميلاد       | 21 يونيو |
| فصيلة الدم          | AB |
| الطول               | 162.6 cm |
| الوزن               | 45.8 kg |
| المهمات المنجزة     | D= 25 C= 16 B= 7 A= 2 S= 0 |

كارين

| الفريق              | سويقتسو يوتشيها ساسكي جوغو معلومات عنها : كارين فتاه عصبيه جدا ومتقلبة المزاج , شخصيتها قويه وهي فتاه قويه جدا , تمتلك قدرة الاستشعار التشاكرا وشفاء الجروح عن طريق العض , وأيضا قد ظهر مؤخرا إنها تمتلك سلاسل مثل سلاسل كوشينا والدة ناروتو , كارين تنزعج كثيرا من سوقيتسو ومن تعليقاتها المزعجة , بينما هي تهيم في حب ساسكي , فبعكس ما يقال عنها , حبها صافي جدا ولا تحاول جذب انتباه ساسكي , فعندما حاول فريق كونوها اللحاق بساسكي كانت كارين تحتفظ بسترة ساسكي , طلبت من جوقو أن يربط قطع سترة ساسكي في أرجل عصافيره وان تنتشر عصافيره لتظلل رائحة ساسكي , فهذا دليل على حبها العميق والصافي لساسكي وليس كما يتهمها البعض بالانانيه أو المنحرفة فاولويتها في حماية ساسكي فحسب , كارين رقيقة القلب حيث أنها تحزن لمن ماتوا كما يظن الكثير أنها أم سارادا أوتشيها بسبب الشبه الكبير بينهما. |